# Louise Gits
Louise Marie Gits (Anderlecht, 28 juli 1908 - Verviers, 23 december 1981) was een Belgische atlete, die gespecialiseerd was in de middellange afstand en het veldlopen. Zij werd tweemaal Belgisch kampioene

## Biografie
Gits werd in 1922 Belgisch kampioene veldlopen. Ze werd dat jaar ook Belgisch kampioene op de 1000 m.

### Clubs
Gits was aangesloten bij Sporting Club Anderlecht. Ze stapte over naar Olympic Femina Sint-Gillis, waar ze ook actief was als voetbalster. Ze was buitenspeelster.

## Belgische kampioenschappen
| Onderdeel | Jaar |
| --------- | ---- |
| 1000 m    | 1922 |
| veldlopen | 1922 |

## Palmares

### 250 m
- 1924:  BK AC

### 300 m
- 1923:  BK AC

### 1000 m
- 1922:  BK AC - 3.33,5

### veldlopen
- 1922:  BK in Sint-Jans-Molenbeek